# 東一夫 (中国史学者)
東 一夫（ひがし いちお、1911年(明治44年) - 没年不詳）は、日本の中国史学者、東京学芸大学名誉教授。

## 経歴
1911年、鹿児島県で生まれた。東京文理科大学東洋史学科で学び、卒業。
東京学芸大学助教授に就き、後に教授昇格。また、東京学芸大学附属高等学校副校長も務めた。1971年、学位論文『王安石新法の研究』を東京教育大学に提出して文学博士の学位を取得。1975年に東京学芸大学を定年退官し、名誉教授となった。

## 家族・親族
- 息子：東哲郎は東京エレクトロン会長兼社長兼CEOを務めた[2]。

## 著作
著書
- 『文字と印刷』世界社(社会科の友叢書) 1948
- 『中学生のわかりやすい歴史』千代田書房 1956
- 『学生の東洋史』清水書院 1960
- 『実力をのばす小学生の社会 高学年用』千代田書房 1967
- 『王安石新法の研究』風間書房 1970
- 『王安石：革新の先覚者』講談社 1975
- 『王安石事典』国書刊行会 1980
- 『王安石と司馬光：現代から透視した中国史上の政争劇』沖積舎 1980
- 『日本中・近世の王安石研究史』風間書房 1987
- 『歴史を彩る中国の女性：近代化への脈動』風響社 1992

共著
- 『国のはじめ』千々和実・伊瀬仙太郎共著、世界社(社会科の友叢書) 1949
- 『後進アジアの近代化』山崎宏共著、金星堂(世界史シリーズ) 1950
- 『中学生の社会科学習事典』山鹿誠次共編、千代田書房、1952
- 『「中国政治思想と社会政策」研究文献目録』吉田寅共編、「中国政治思想と社会政策」研究会 1971-1972

## 参考
- 『王安石新法の研究』著者紹介